# Föreningen för Minnesotamodellen i Sverige
Föreningen för Minnesotamodellen i Sverige (FFMS) är en frivillig företagsammanslutning som bildades 1992 med mål att verka för hög kvalitet på behandlingar utförda med tolvstegsmetoden. År 2002 var 17 medlemsorganisationer anslutna till föreningen.
Medlemskap för behandlingsföretag beviljas bara om företaget uppfyller vissa krav på utbildad personal och allmän professionalitet. Föreningen verkar också för forskning och kritisk granskning av olika ingående behandlingsmoment för att förbättra behandlingsutkomsten.[källa behövs]